# Helge Kleifeld
Helge Kleifeld (* 1971 in Orsoy) ist ein deutscher Historiker und Archivar.

## Leben
Nach dem Abitur am Franz-Haniel-Gymnasium in Duisburg-Homberg 1990 studierte er Mittlere und Neuere Geschichte, Geographie und Politikwissenschaft an den Universitäten Marburg und Köln (Magisterabschluss 1996 an der Universität zu Köln). Danach unterrichtete er als Lehrer für Geographie und Geschichte. 2001 wurde er an der Universität Dortmund promoviert. Anschließend war er Staatsarchivreferendar am Staatsarchiv Münster. Von 2003 bis 2005 wirkte er im Historischen Archiv Krupp in Essen, seit 2005 als Abteilungsleiter und von 2006 bis 2009 als Geschäftsbereichsleiter bei der Neschen AG in Bückeburg. Von 2009 bis 2012 leitete Kleifeld die Abteilung Archiv beim Institut für Zeitgeschichte in München. 2013 wurde er Prokurist bei der Gesellschaft zur Sicherung von schriftlichem Kulturgut mbH (GSK). Seit 2018 leitet er das Stadtarchiv Mönchengladbach. Daneben lehrt er seit 2019 gelegentlich als Gastdozent an der Nationalen Universität Usbekistan, wo er unter anderem über Geographie, Geschichte und das politische System Deutschlands referiert.

## Schriften (Auswahl)
- Deutschland als Passion. Dokumentation der Gesamtdeutschen Tagungen des Coburger Convents und der Deutschen Sängerschaft von 1956 bis 1991. Würzburg 1999, ISBN 3-930877-32-5.
- „Wende zum Geist“? Bildungs- und hochschulpolitische Aktivitäten der überkonfessionellen studentischen Korporationen an westdeutschen Hochschulen 1945–1961. SH-Verlag, Köln 2002, ISBN 3-89498-116-4 (zugleich Dissertation).
- Das Philipperarchiv. Findbuch für den Bestand 311/7 Philippina im Hessischen Staatsarchiv Marburg. Würzburg 2004, ISBN 3-930877-59-7.
- Archive und Demokratie. Demokratische Defizite der öffentlichen Archive im politischen System der Bundesrepublik Deutschland. akadpress, Essen 2018, ISBN 978-3-939413-55-4.